# Bava Park
Der Bava Park ist ein Sportzentrum, das zwischen der Bava Street und der Bisini Road in Port Moresby, der Hauptstadt von Papua-Neuguinea, liegt. Er wird generell für Fußball- und Rugbyspiele benutzt und hat eine Kapazität von 5000 Plätzen.
Er war eine der Spielstätten bei der U-20-Fußball-Weltmeisterschaft der Frauen 2016. Im Stadion wurden mehrere Vorrundenspiele ausgetragen.